# Лясечно
Лясечно (пол. Laseczno, нім. Groß Herzogswalde) — село в Польщі, у гміні Ілава Ілавського повіту Вармінсько-Мазурського воєводства.
Населення — 532 особи (2011).
У 1975-1998 роках село належало до Ольштинського воєводства.

## Демографія
Демографічна структура станом на 31 березня 2011 року:
|          | Загалом | Допрацездатний вік | Працездатний вік | Постпрацездатний вік |
| -------- | ------- | ------------------ | ---------------- | -------------------- |
| Чоловіки | 260     | 62                 | 180              | 18                   |
| Жінки    | 272     | 61                 | 168              | 43                   |
| Разом    | 532     | 123                | 348              | 61                   |